# Hegyesfejű domolykó
A hegyesfejű domolykó (Telestes turskyi) a sugarasúszójú halak (Actinopterygii) osztályának pontyalakúak (Cypriniformes) rendjébe, ezen belül a pontyfélék (Cyprinidae) családjába tartozó faj.

## Előfordulása
A hegyesfejű domolykó csak a dalmát tengerpart kis területén, a Neretva medencéjében él. A tiszta vizű, oxigéndús élőhelyeket kedveli.

## Megjelenése
A hal erősen nyújtott teste orsó alakú. 70-72 pikkelye van az oldalvonal mentén. Testhossza 15-20 centiméter, legfeljebb 25 centiméter.

## Életmódja
A felszín közelében tartózkodó rajhal. Tápláléka vízre hullott vagy repülő rovarok, emellett apró rákok és rovarlárvák.